# Malacología

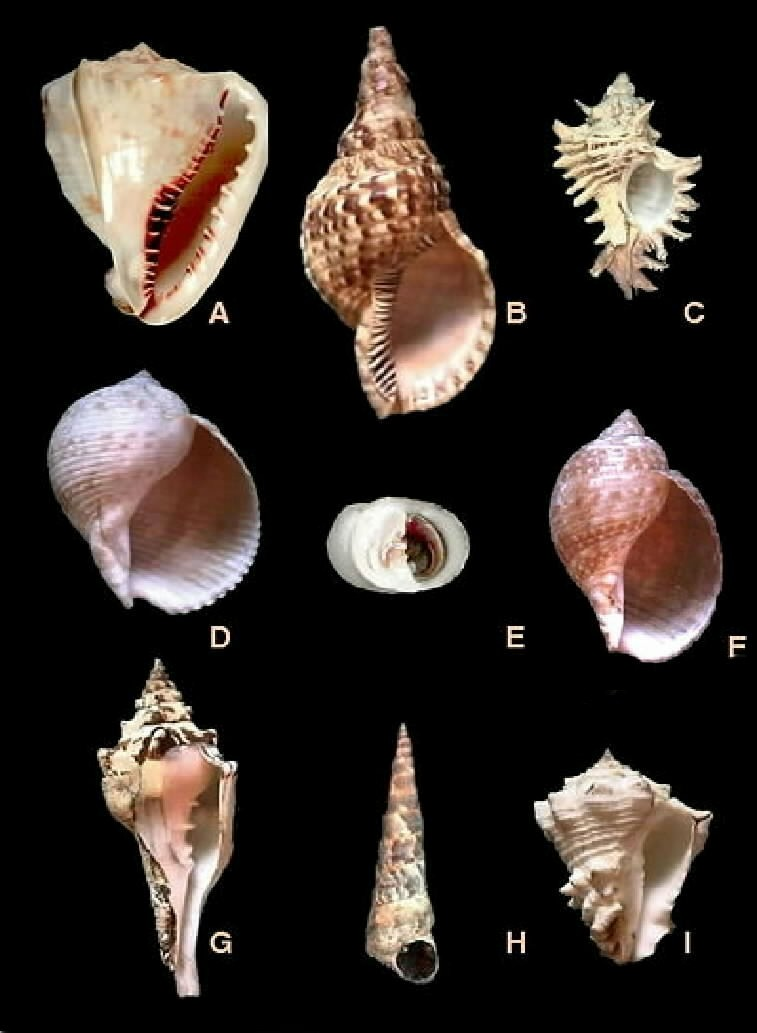
Gastropodos diversos A.Cassis madagascarensis (Cassididae), B.Charonia variegata (Cymatiidae), C.Chicoreus brevifrons (Muricidae) D.Tonna galea (Tonnidae), E.Nerita pelotonta (Neritidae), F. Tonna maculosa (Tonnidae), G.Turbinella angulata (Turbinellidae), H.Turritella variegata (Turritellidae), I.Vasun muricatum (Turbinellidae).

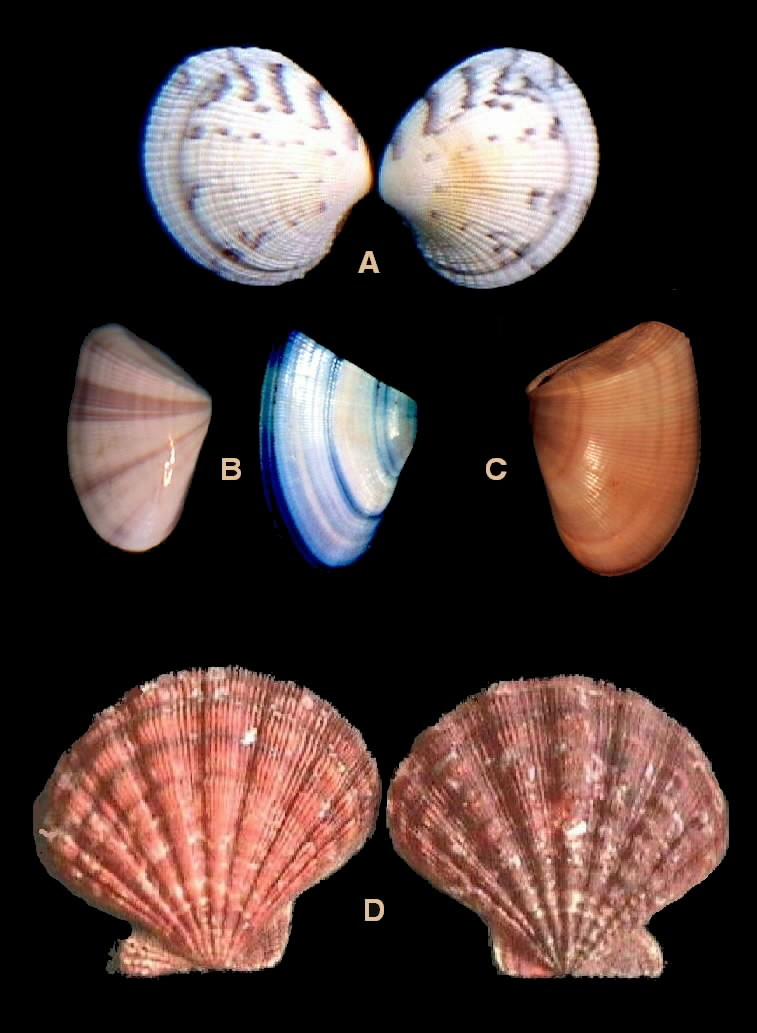
Bivalvos diversos A. Codakia orbicularis (Lucinidae), B. Donax denticulatus (Donacidae), C. Donax striatus (Donacidae). D. Lyropecten nodosus (Pectinidae).

La malacología (del griego μαλακός, 'blando' y -λογία, 'tratado') es la rama de la zoología encargada del estudio de los moluscos, el segundo filo con mayor número de especies descritas.  Una división de la malacología, la conquiliología, se encarga del estudio de los moluscos con concha. Los campos de investigación de la malacología incluyen taxonomía, ecología, paleontología y evolución. Los conocimientos de la malacología se usan en aplicaciones médicas, veterinarias y agrarias.
La malacología contribuye al conocimiento y estudio de la biodiversidad, por medio de inventarios de ejemplares de moluscos y el estudio de los mismos.
El conocimiento de los moluscos puede utilizarse en evaluaciones de impacto ambiental, ya que estos son buenos bioindicadores de las condiciones físicas químicas y biológicas del medio. Esta característica, es decir, sensibilidad de los moluscos a los cambios en el hábitat, facilitan la detección de factores disruptores del equilibrio en el ecosistema.
En la arqueología la malacología es comúnmente utilizada para determinar los cambios en el clima, el paisaje o la historia natural de un sitio, ya que al poseer conchas calcáreas la gran mayoría de los moluscos pueden fosilizar.
La malacología también está asociada con el estudio de diversos fenómenos de simbiosis y parasitismo, ya que muchos mariscos y peces utilizados para la alimentación humana pueden ser hospedadores o vectores de otros organismos. Los moluscos pueden actuar como huéspedes intermediarios de patógenos humanos de enfermedades como la esquistosomiasis angiostrongiliasis meningoencephalica, o la paragonimiasis westermani
Algunos moluscos (caracoles de tierra, mejillones y almejas) también han sido utilizados a nivel local por su calidad de biointegración permitiendo así evaluar la contaminación ambiental por metales pesados.[cita requerida]

## Sociedades
- Asociación Argentina de Malacología (ASAM)
- Asociación de Malacólogos Polacos (Stowarzyszenie Malakologów Polskich)
- Associazione Malacologica Internazionale (International Malacological Association)
- Conquiliólogos de América (Conchologists of America)
- Malacólogos del Cuaternario Europeos (European Quaternary Malacologists)
- Sociedad Americana de Malacología (American Malacological Society)
- Sociedad Malacologica Alemana (Deutsche Malakozoologische Gesellschaft)
- Sociedad Malacológica de Australasia (Malacological Society of Australasia)
- Sociedad Belga de Conquilogía (Belgische Vereniging voor Conchyliologie)
- Sociedad Belga de Malacología (Société Belge de Malacologie)
- Sociedad Conservadora de Moluscos de Agua dulce (Freshwater Mollusk Conservation Society)
- Sociedad de la Gran Bretaña y Irlande de Conquilogia (Conchological Society of Great Britain and Ireland)
- Sociedad Española de Malacología[24]
- Sociedad Estonia de Malacología (Eesti Malakoloogia Ühing)
- Sociedad Neerlandesa de Malacología (Nederlandse Malacologische Vereniging)
- Sociedad Italiana de Malacología (Società Italiana di Malacologia)[25]
- Sociedad Malacologica de Las Filipinas Inc. (Malacological Society of the Philippines, Inc.)
- Sociedad Malacológica de Londres (Malacological Society of London)
- Sociedad Malacológica del Uruguay[26]
- Sociedad Malacológica de México[27]
- Sociedad Occidental de Malacólogos (Western Society of Malacologists)
- Sociedad Venezolana de Malacología (SOVEMA)[28]

## Revistas especializadas

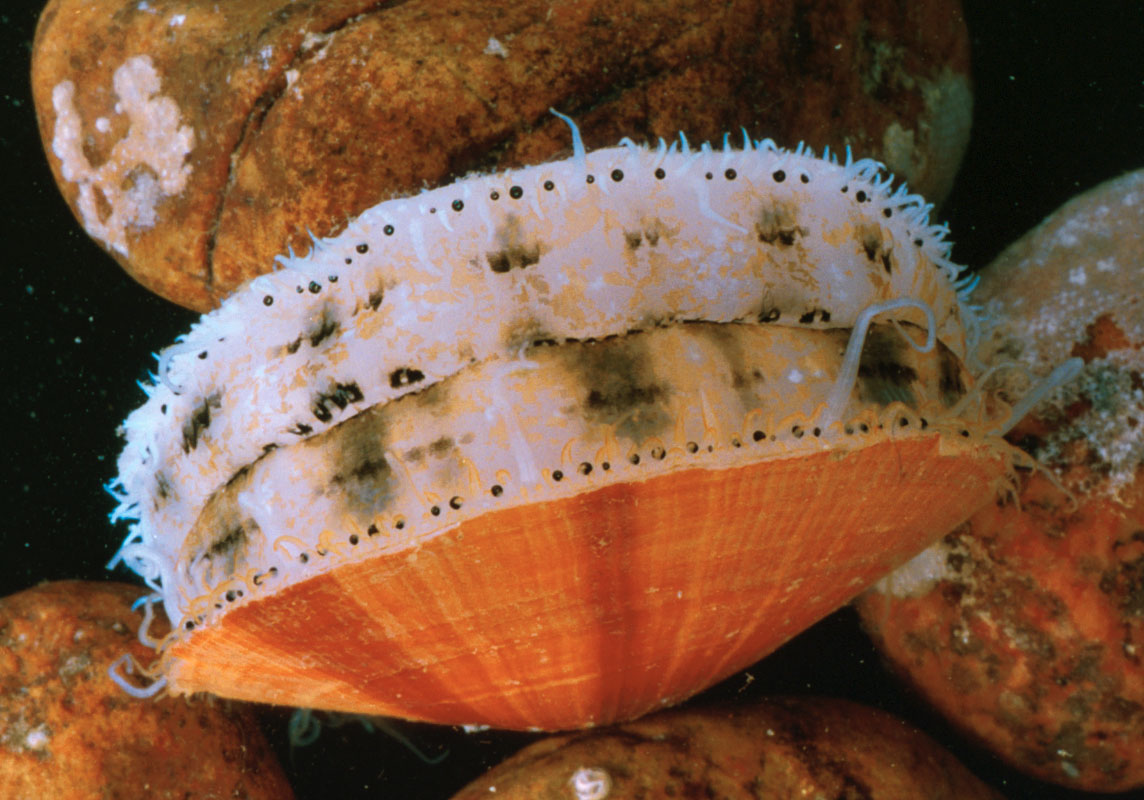
Bivalvia: Placopecten magellanicus

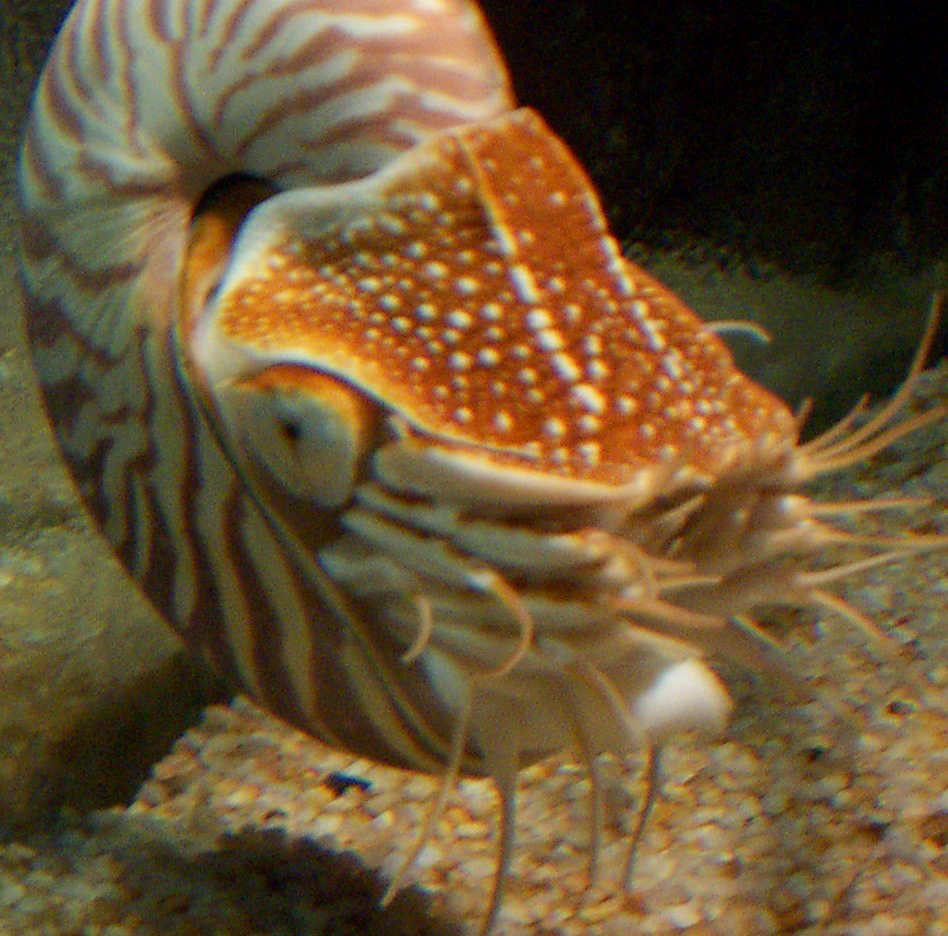
Cephalopoda: Nautilus

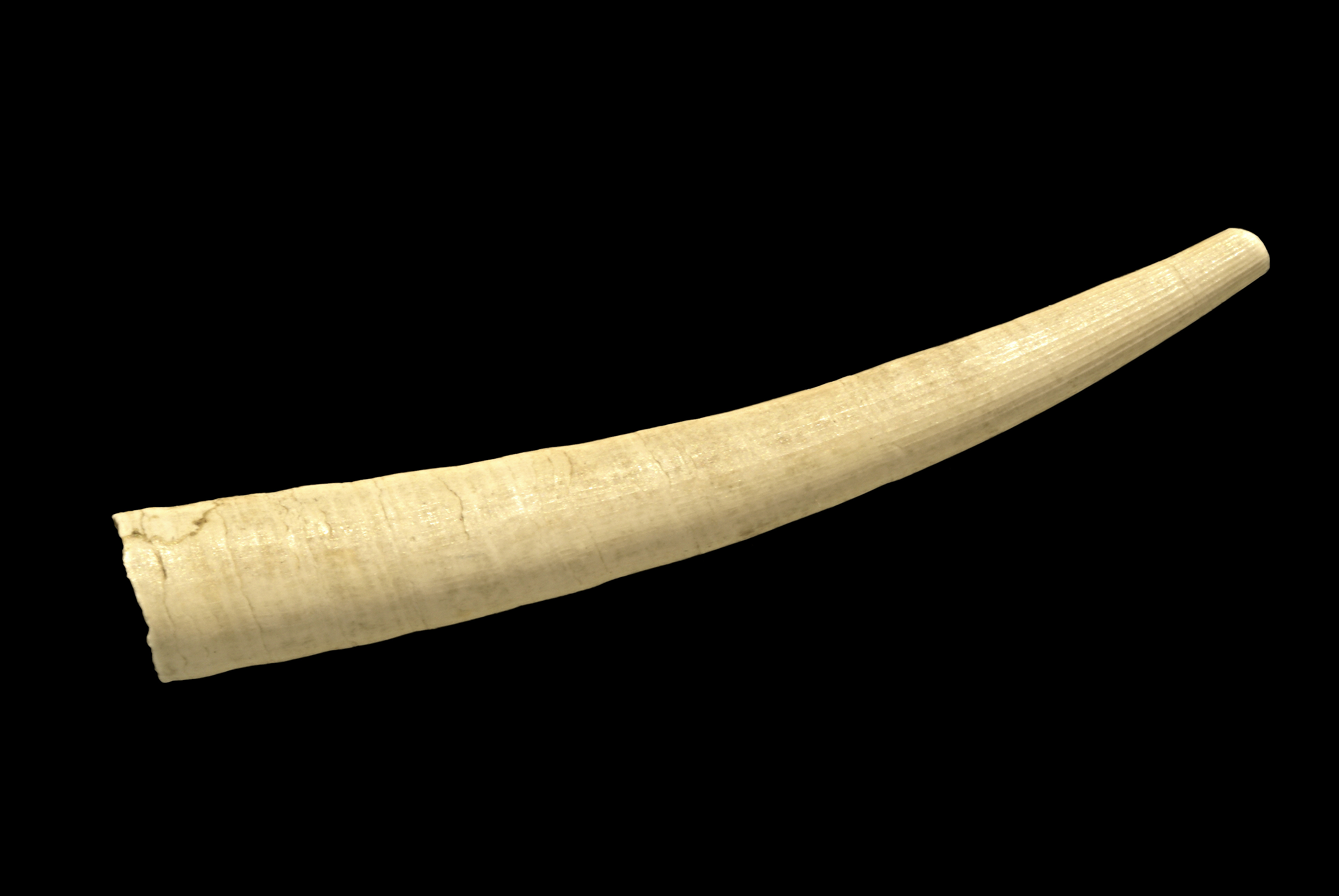
Scaphopoda: Antalis vulgaris

- American Journal of Conchology (1865-1872)[29]
- American Malacological Bulletin[30]
- Archiv für Molluskenkunde (en alemán)
- Argonauta, editada por la Associazione Malacologica Internazionale (en italiano e inglés)
- Avicennia (en cualquier lengua moderna con resumen en inglés, más de 200 especies nuevas de moluscos del Atlántico descritas).
- Basteria[31]
- Boletín de la Asociación Argentina de Malacología.
- Bulletin of Russian Far East Malacological Society[32]
- Comunicaciones de la Sociedad Malacológica del Uruguay (en castellano, portugués e inglés)
- Festivus[33]
- Fish & Shellfish Immunology (en castellano, Inmunología de Peces y Moluscos)[34]
- Folia Conchyliologica[35]
- Folia Malacologica (en inglés, Hoja Malacológica)[36][37]
- Heldia* Iberus (en castellano, Revista de la Sociedad Española de Malacología)[38]
- Johnsonia
- Journal de Conchyliologie[39][40]
- Journal of Conchology[41]
- Journal of Medical and Applied Malacology (en inglés)[42]
- Journal of Molluscan Studies[43][44]
- Malacologia[45]
- Malacologica Bohemoslovaca (en inglés y checo)[46]
- Malacological Review
- Mollusca (en inglés)[47]
- Molluscan Research[48]
- Occasional Papers on Mollusks[49]
- Ruthenica (en ruso e inglés)[50]
- Strombus[51]
- Tentacle[52]
- The Nautilus[53][54][55]
- The Veliger[56]
- Venus[57]
- Vita Marina (en castellano, Vida Marina)[58]
- Voluta (en castellano, editada por la Sociedad Venezolana de Malacología)
- Zeitschrift für Malakozoologie (1844-1853)[59] (1854-1878)[60]

## Malacólogos
Se denomina malacólogo a quien estudia los moluscos. Los estudiosos de las conchas se denominan conquiliólogos.

## Museos
Museos que tienen colecciones malacológicas.

### Argentina
- Museo del Mar Localizado en Mar de Plata - Argentina e inaugurado el 22 de septiembre de 2000 cuenta con una colección de 30 000 especímenes de caracoles.
- Museo de La Plata
- Museo Argentino de Ciencias Naturales

### Azerbaiyán
- Rinay Bakú - Azerbaiyán museo privado que presenta una exhibición de 5000 bivalvos de todo el mundo

### Bélgica
- Royal Belgian Institute of Natural Sciences Bruselas- Bélgica con una colección de conchas de más de 9 millones (principalmente de la colección de Felipe Dautzenberg), que pertenece a las tres mayores colecciones del mundo.

### España
- Cau del Cargol San Ginés de Vilasar, Cataluña – España museo privado la colección incluye 16000 conchades del mundos de ambientes, marino, agua dulce y terrestre.
- Museo de Ciencias Naturales de Valencia con una interesante colección malacológica de conchas de moluscos, que representan la fauna malacológica de la Comunidad Valenciana.

### Estados Unidos
- Bailey-Matthews Shell Museum  Sanibel,  Florida – Estados Unidos presenta una interesante colección de moluscos marinos y terrestres de estado de la Florida
- Academy of Natural Sciences of Philadelphia
- American Museum of Natural History
- Museum of Comparative Zoology at Harvard
- Maria Mitchell Association
- Smithsonian Institution

## Monumentos y parques inspirado o conteniendo moluscos
- Plaza El Caracol (Villa Elisa, La Plata, Argentina)
- Columna con altorrelieves de moluscos terrestres:

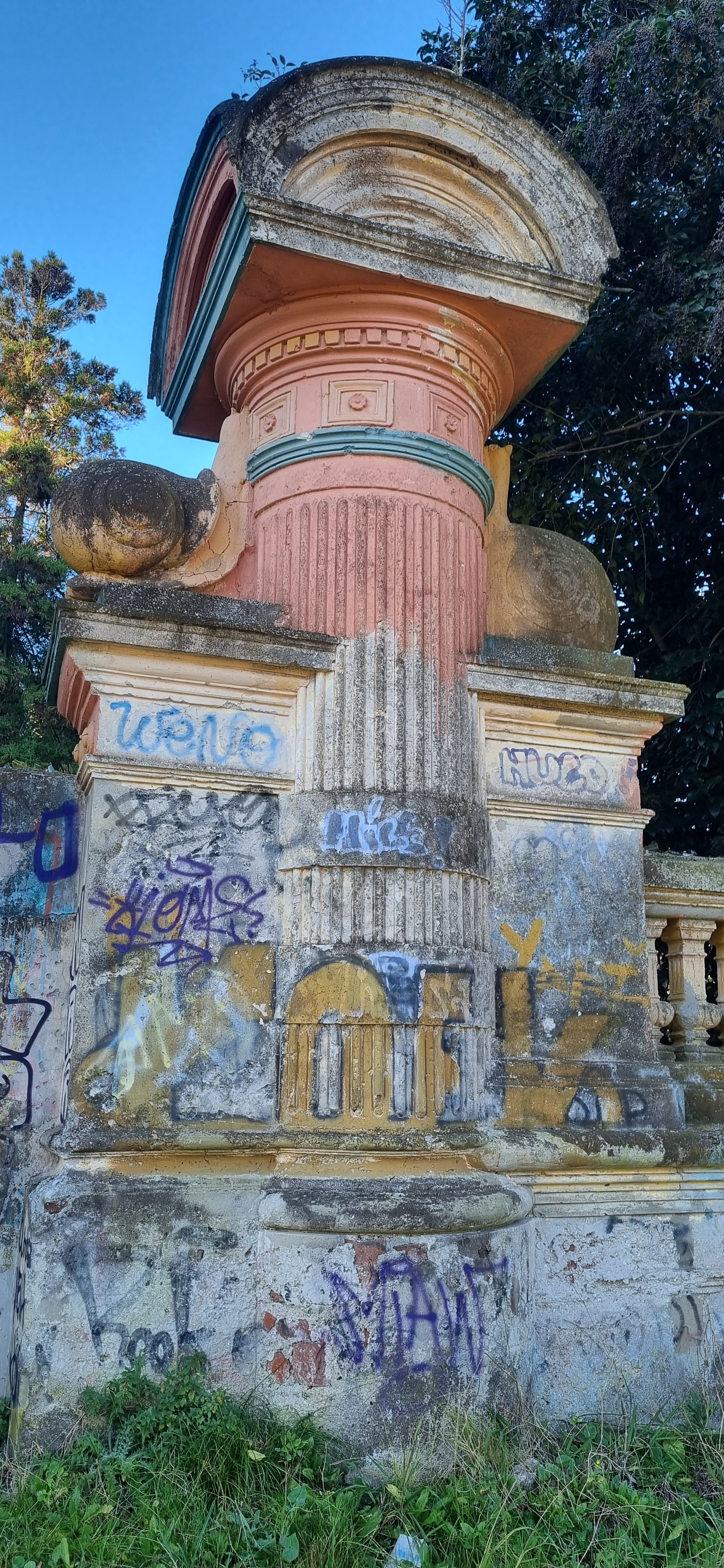
Columna ornamental cuya base imita el estilo jónico, posee acanaladuras y dentículos en la parte superior. Su fin decorativo remite al arte griego. Posee además esculturas de moluscos terrestres a sus costados. Ubicado en Villa Elisa, La Plata, Buenos Aires, Argentina

## Véase también

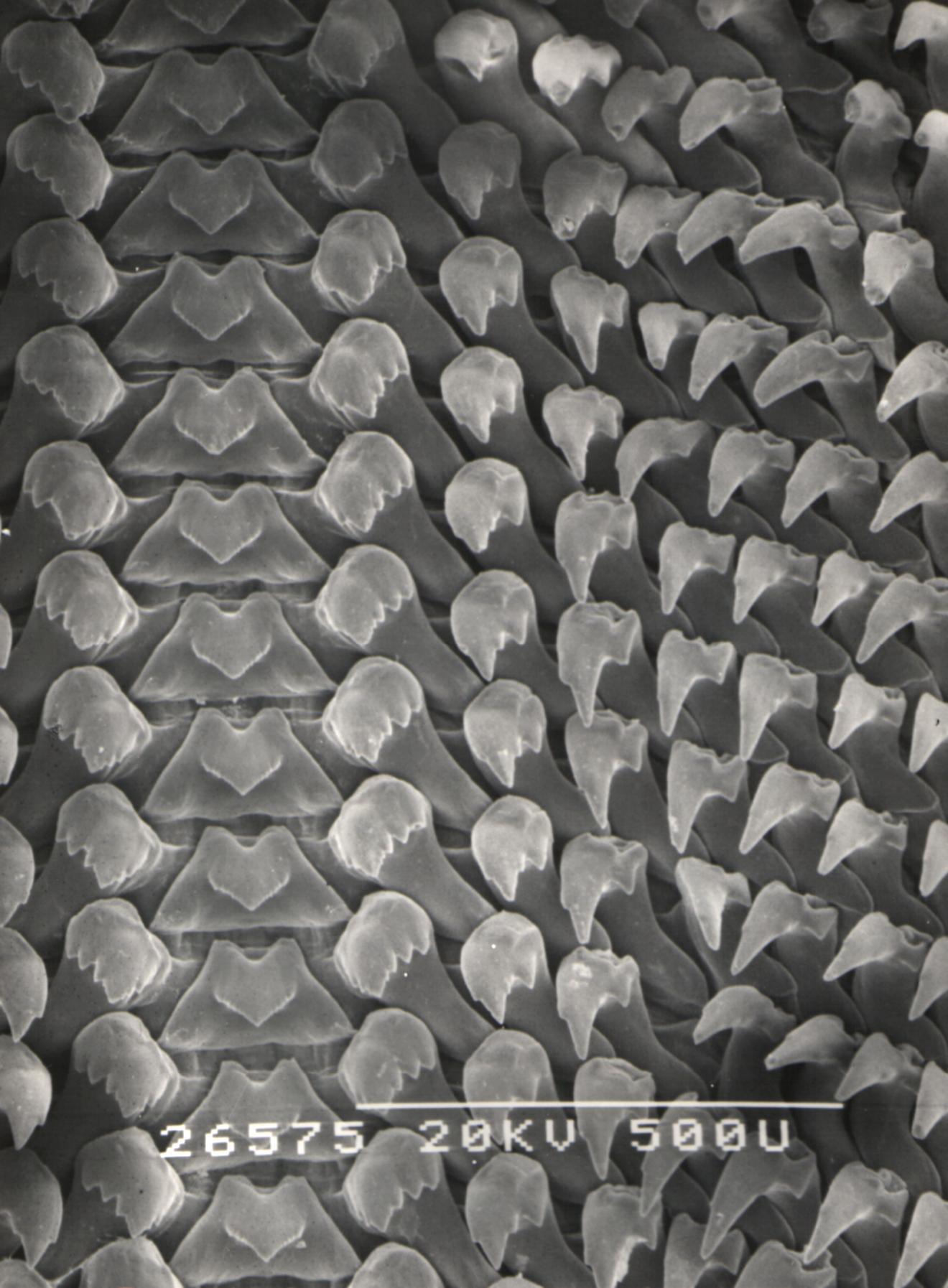
Foto microscópica electrónica de barrido (Hitachi S-500) de la rádula de Aplysia juliana Quoy y Gaimard, 1832.

## Enlaces externos

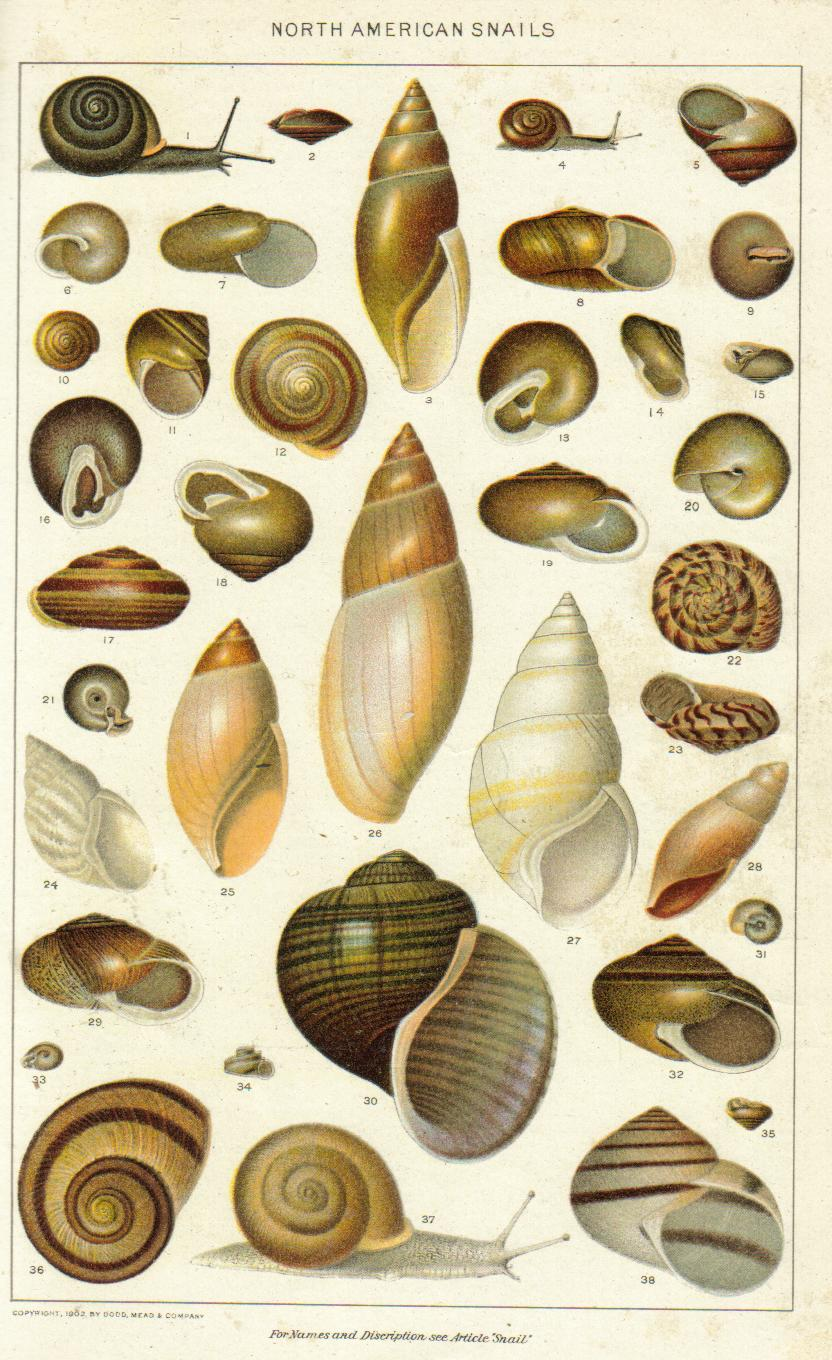
Caracoles de Norte América.

### Videos
- YouTube: Los Moluscos
- YouTube: IIIAmadeusIII - Los Moluscos (Loquendo)
- YouTube: La rádula (cámara lenta)
- YouTube: Malacología, Museo de Historia Natural de El Salvador
- YouTube: Vieste Museo Malacologico

- Datos: Q190993
- Multimedia: Malacology / Q190993